# 全米オーデュボン協会

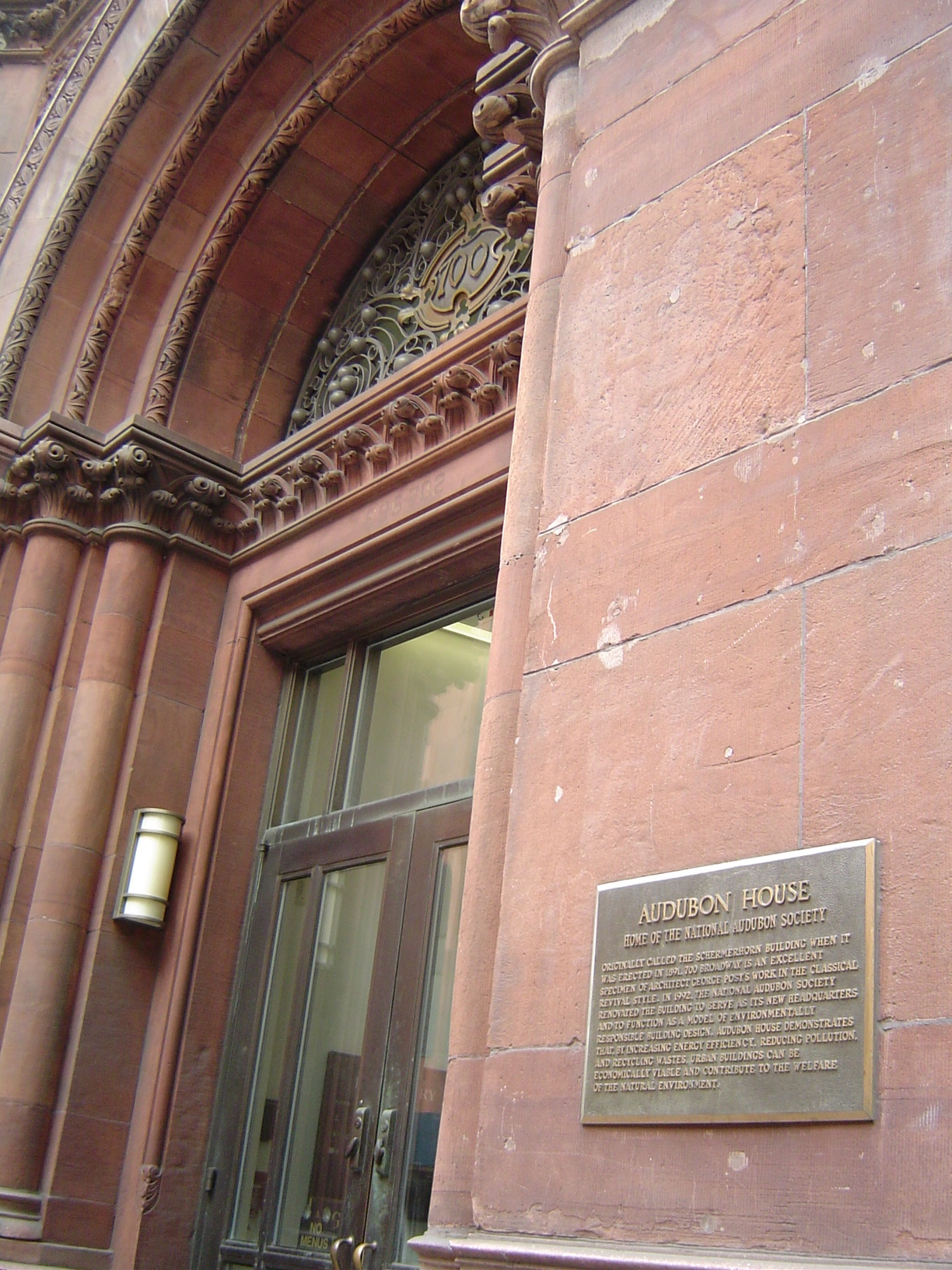
全米オーデュボン協会本部（ニューヨーク市）

全米オーデュボン協会（英語: National Audubon Society）は、アメリカ合衆国にある、野鳥保護から始めて広く自然・環境保護を目的とする団体である。

## 概要
全米オーデュボン協会は、ニューヨーク市に本部を置き、全米各地に支部を持つ自然環境保護を目的とする団体である。19世紀前半に博物画の本『アメリカの鳥類』を作ったジョン・ジェームズ・オーデュボンを記念する名称になっている。
1896年にマサチューセッツ州で水禽を保護する運動が始まり、翌々年にはメイン州からカリフォルニア州まで17州にまで広がった。 1905年にはオーデュボン協会全米団体（英語: National Association of Audubon Societies）がニューヨーク州で設立され、1940年全米オーデュボン協会（英語: National Audubon Society）が今の形で組織された。 
木製の小鳥小屋や毎年6回雑誌「Audubon」、毎年末に翌年の有名なカレンダー「Audubon Calendar」を販売している。 
鳥類の保護から始まって、一般的な自然保護へ目的を広げた団体としては、日本野鳥の会と似ている。